# Dimetopia hirta
Dimetopia hirta is een mosdiertjessoort uit de familie van de Bugulidae. De wetenschappelijke naam van de soort is voor het eerst geldig gepubliceerd in 1886 door MacGillivray.